# Eric Buckner
Eric Rashard Buckner (Ehrhardt, 26 aprile 1990) è un cestista statunitense.

## Palmarès
- VTB United League: 1

Zenit San Pietroburgo: 2021-2022